# Nikołaj Staszkow
Nikołaj Iwanowicz Staszkow (ros. Николай Иванович Сташков, ur. 2 kwietnia?/15 kwietnia 1907 w Odessie, zm. 26 stycznia 1943 w Dniepropietrowsk) – radziecki działacz partyjny, Bohater Związku Radzieckiego (1945).

## Życiorys
Urodził się w robotniczej rodzinie bułgarskiego pochodzenia. 
Podczas wojny domowej w Rosji mimo małoletniości walczył w szeregach 51 Dywizji Strzelców Armii Czerwonej, m.in. brał udział w walkach o Kachowkę i Perekop, a 1921 był kursantem szkoły wojskowej w Charkowie; 1925 został zdemobilizowany. 
W 1926 przeniósł się do Dniepropietrowska, gdzie pracował jako ślusarz w fabryce Spartak. W 1928–1929 był sekretarzem wiejskiej komórki Komsomołu, 1930–1933 studiował w Dniepropetrowskim Instytucie Metalurgicznym.
Od 25 czerwca 1931 należał do partii komunistycznej.
W 1933 został pomocnikiem naczelnika stanicy maszynowo-traktorowej ds. Komsomołu w obwodzie dniepropetrowskim, potem do 1936 był sekretarzem lokalnych komitetów KP(b)U w rejonie nowomoskowskim i rotfrontowskim w obwodzie dniepropetrowskim, 1936-1938 ponownie służył w Armii Czerwonej, a po demobilizacji, od 1938 do września 1939 był instruktorem Wydziału Kadr Kirowskiego Rejonowego Komitetu KP(b)U w Dniepropetrowsku. 
Od września 1939 do czerwca 1941 ponownie był żołnierzem Armii Czerwonej, został komisarzem batalionu, 20 czerwca 1941 z powodu choroby został zwolniony z armii i wyznaczony instruktorem, potem kierownikiem sektora Wydziału Kadr Dniepropetrowskiego Komitetu Obwodowego KP(b)U. Po zajęciu Dniepropetrowska przez niemiecką armię przyłączył się do podziemnej działalności partyjnej.
Od sierpnia 1941 do lipca 1942 był sekretarzem Dniepropetrowskiego Podziemnego Komitetu Obwodowego KP(b)U. Od października 1941 utrzymywał kontakty z leśnymi oddziałami partyzantki radzieckiej, ustanowił również łączność z KC KP(b)U. 28 lipca 1942 w Pawłogradzie został aresztowany przez gestapo (podczas aresztowania stawił opór i został ciężko raniony), później przewieziony do więzienia i poddany przesłuchaniom, następnie rozstrzelany.
Pośmiertnie 2 maja 1945 otrzymał tytuł Bohatera Związku Radzieckiego. 

## Odznaczenia
- Złota Gwiazda Bohatera Związku Radzieckiego (2 maja 1945, pośmiertnie)[2]
- Order Lenina (2 maja 1945, pośmiertnie)[2]

## Pamięć
Postawiono mu pomnik granitowy z napisem pamiątkowym w Dniepropetrowsku. 
Jego imieniem nazwano 
- ulicę w Dniepropetrowsku[1][2]
- szkoła w rejon meżowski obwodu dniepropietrowskiego[2]
- rzeczny statek pasażerski ("projekt 839", 1958)[2]
- Kopalnia węgla kamiennego im. N. I. Staszkowa(inne języki) (Perszotrawenśk, 1982)